# Liège-Bastogne-Liège 1930
La 20e édition de Liège-Bastogne-Liège a eu lieu le 29 mai 1930 et a été remportée par l'Allemand Hermann Buse. C'est la deuxième victoire d'un coureur non belge 22 années après l'édition de 1908 remportée par le Français André Trousselier. Il s'agit de la première victoire d'un cycliste allemand à la Doyenne.
Un groupe de cinq hommes se présente à l'arrivée de cette vingtième édition de la Doyenne. Hermann Buse remporte le sprint devant Georges Laloup et François Gardier. 30 coureurs étaient au départ et 17 à l'arrivée. Cette édition accueille pour la première fois depuis 1924 les coureurs professionnels.

## Classement
| n° | Coureur          | Équipe        | Temps           |
| -- | ---------------- | ------------- | --------------- |
| 1  | Hermann Buse     | Dürkopp       | 8 h 25 min 00 s |
| 2  | Georges Laloup   | -             | m.t.            |
| 3  | François Gardier | -             | m.t.            |
| 4  | Julien Vervaecke | Alcyon-Dunlop | m.t.            |
| 5  | Jean Wauters     | -             | m.t.            |
| 6  | Emile Van Belle  | -             | à 1 min 06 s    |
| 7  | Louis Delannoy   | Alcyon-Dunlop | à 1 min 14 s    |
| 8  | Albert Jordens   | -             | à 2 min 46 s    |
| 9  | Leander Ghyssels | -             | à 3 min 52 s    |
| 10 | Georges Lemaire  | -             | à 4 min 00 s    |